# Miguel A. Páez Formoso
Miguel Ángel Paéz Formoso (Montevideo, 26 de abril de 1887 - Ib., 31 de marzo de 1954) fue un abogado, profesor universitario, periodista y político uruguayo.

## Biografía
Sus padres fueron Miguel Páez Bermúdez y Ramona Formoso.
Estudió en la Universidad de la República, de la cual egresó en 1913 y fue catedrático de Filosofía y de Finanzas en la Facultad de Derecho. Ofició de secretario en la Segunda Convención Nacional Constituyente, la cual funcionó entre 1916 y 1917 y sentó las bases de una nueva carta magna, plebiscitada el 25 de noviembre de 1917.
De pensamiento americanista, realizó trabajos sobre Simón Bolívar, a quien admiraba. Asimismo escribió sobre otros próceres de la independencia como Francisco de Miranda, Antonio José de Sucre, José Martí, José Antonio Páez y José Gervasio Artigas. Junto a otros filatelistas tuvo la iniciativa de crear el Club Filatélico del Uruguay, del cual fue el primer presidente. Ofició de editor de la revista Uruguay Filatélico de la cual también fue director.
Trabajó como periodista escribiendo para distintas publicaciones como La Democracia, El eco del país, El Diario Español, La Mañana, La Tribuna Popular, La Reforma y El Imparcial el cual era dirigido por Eduardo Ferreira.
Fundó el Partido Agrario en 1929.